# Az ifjú Frankenstein
Az ifjú Frankenstein (eredeti cím: Young Frankenstein) 1974-es amerikai horror-vígjáték, amelyet Mel Brooks rendezett. A filmet Brooks és Gene Wilder írták, utóbbi a főszereplőt is alakította, míg Frankenstein szörnye szerepét Peter Boyle alakította. A további szerepekben Teri Garr, Cloris Leachman, Marty Feldman, Madeline Kahn, Kenneth Mars, Richard Haydn és Gene Hackman láthatóak.
A film a horrorfilmek és a Frankenstein című regény különböző filmadaptációinak paródiája. A laboratóriumban található kellékek nagy részét az 1931-es Frankenstein-filmben is felhasználták.
A korábbi filmek hangulatának felidézése érdekében Brooks a filmet teljes egészében fekete-fehérben forgatta, ami ritkaságnak számított az 1970-es években, és az 1930-as évek stílusában használta a nyitócímeket és a jelenetátmeneteket, mint például a feketére váltás. A filmben Brooks régi zeneszerzője, John Morris korhű zenéje is szerepel.
A 28. helyet szerezte meg a Total Film "Minden idők 50 legjobb vígjátékainak listáján", az amerikai Bravo tévécsatorna "100 legviccesebb film" listáján az ötvenhatodik helyet szerezte meg, az Amerikai Filmintézet "AFI's 100 Years ... 100 Laughs" című listáján pedig a 13. helyre jutott. Később musical is készült a filmből.
A negyvenedik évfordulón Brooks azt állította, hogy ez a legjobb munkája, bár nem ezt tartja a legviccesebb filmjének.

## Cselekmény
Dr. Frederick Frankenstein egy amerikai orvosi egyetemen oktató orvos, aki eljegyezte Elizabeth-et, egy társasági hölgyet. Elkeseredik, amikor bárki szóba hozza nagyapját, Victor Frankenstein, a hírhedt őrült tudóst, és ragaszkodik hozzá, hogy a vezetéknevét „frankensztín”-nek kell ejteni.} Amikor egy ügyvéd közli vele, hogy dédapja, Beaufort von Frankenstein báró halála után ő örökölte a családja Erdélyben lévő birtokát, Frederick Európába utazik, hogy szemügyre vegye a birtokot. Egy erdélyi vasútállomáson egy Igor nevű, púpos, bogárszemű szolga és egy fiatal segéd, Inga fogadja.  Amikor meghallja, hogy a professzor „frankensztín”-nek ejti a nevét, Igor ragaszkodik hozzá, hogy az ő nevét „Eyegor”-nak (ájgor) ejtik, nem pedig a hagyományos „Igor”-nak.
A birtokra érkezve Frederick találkozik Frau Blücherrel, a félelmetes házvezetőnővel. Miután felfedezi nagyapja laboratóriumának titkos bejáratát, és elolvassa magánnaplóit, Frederick elhatározza, hogy folytatja nagyapja kísérleteit a halottak újraélesztésével.
Igorral együtt ellopják egy nemrég kivégzett bűnöző holttestét, és Frederick nekilát a kísérletezésnek a nagyméretű holttesten. Igort elküldik, hogy lopja el egy elhunyt, nagyra becsült történész, Hans Delbrück agyát; azonban Igor a saját tükörképétől megijedve leejti és ezzel tönkreteszi Delbrück agyát. Egy második, „Abnormális” feliratú üvegben lévő agyat magához véve Igor visszatér, és Frederick átülteti a holttestbe, azt gondolva, hogy Delbrück agyát ültette át.
Hamarosan Frederick készen áll arra, hogy újraéleszthesse a teremtményt, akit végül egy villámcsapás során elektromos töltések keltenek életre. A lény megteszi első lépéseit, de megijedve attól a látványtól, hogy Igor meggyújt egy gyufát, megtámadja Fredericket, és majdnem megfojtja, mielőtt elaltatják.
Eközben a városlakók, akik nem tudnak a lény létezéséről, összegyűlnek, hogy megvitassák, mennyire nyugtalanítja őket, hogy Frederick folytatja nagyapja munkáját. Kemp felügyelő, egy félszemű, műkarral rendelkező rendőrségi tisztviselő, akinek olyan sűrű a német akcentusa, hogy még a saját honfitársai sem értik meg, javasolja, hogy látogassa meg az orvost, aki erre biztosítékot kér, hogy Frankenstein nem fog újabb szörnyeteget létrehozni.
A laboratóriumba visszatérve Frederick felfedezi, hogy Blücher szabadon engedte a lényt. Elárulja, hogy a szörny szereti a hegedűzenét és saját romantikus kapcsolatát Frederick nagyapjával. A lényt azonban egy eldobott kapcsoló szikrái felbőszítik, és megszökik a kastélyból.
A vidéken való barangolás közben a szörny találkozik egy fiatal lánnyal és egy vak remeteemberrel, utalva az 1931-es Frankenstein-re és az 1935-ös Frankenstein menyasszonyá-ra. Frederick visszafogadja a szörnyet, és bezárja őket egy szobába, ahol hízelgéssel csillapítja a szörny gyilkos hajlamait, és teljes mértékben elismeri saját származását, és felkiált: „Az én nevem Frankenstein!”.
Egy illusztris vendégekkel teli színházban Frederick cilinderbe és frakkba öltözve mutatja be „A teremtményt”, aki egyszerű parancsokat képes követni. A bemutató azzal folytatódik, hogy Frederick és a szörnyeteg előadja a Puttin’ on the Ritz című zeneszámot. A műsorszám azonban hirtelen véget ér, amikor egy színpadi lámpa felrobban és megijeszti a szörnyet, aki feldühödik és a közönségbe ront, ahol a rendőrség elfogja és leláncolja.
A laboratóriumba visszatérve Inga megpróbálja megvigasztalni Fredericket, és végül együtt alszanak a felfüggesztett reanimációs asztalon.
A szörny megszökik, amikor Frederick menyasszonya, Elizabeth váratlanul látogatóba érkezik, és menekülés közben foglyul ejti. Elizabeth beleszeret a lénybe annak „hatalmas testrészei” miatt.
A városlakók vadásznak a szörnyetegre; hogy visszaszerezze a lényt, Frederick hegedűn játszva visszacsalogatja teremtményét a kastélyba, és visszaszerzi. Éppen amikor a Kemp vezette csőcselék megrohamozza a laboratóriumot, Frankenstein átadja stabilizáló intellektusának egy részét a teremtménynek, aki ennek eredményeként képes szót érteni és megbékíteni a csőcseléket. Elizabeth – a Frankenstein menyasszonyá-ból ismert női teremtmény hajviseletével – feleségül megy az immár művelt és kifinomult szörnyeteghez, miközben Inga az ágyban Frederickkel azt kérdezi, mit kapott cserébe új férje az átültetés során. Frederick érthetetlenül morog, és átöleli Ingát, aki, akárcsak Elizabeth, amikor elrabolta a szörnyeteg, a refrént énekli: Ah, az élet édes misztériuma.

## Szereplők
- Gene Wilder – Dr Frederick Frankenstein
- Peter Boyle – a szörnyeteg
- Marty Feldman – Igor, inas a kastélyban
- Cloris Leachman – Frau Blücher
- Teri Garr – Inga
- Kenneth Mars – Kemp felügyelő
- Madeline Kahn – Elizabeth
- Richard Haydn – Herr Gerhardt Falkstein (ügyvéd)
- Richard Roth – Kemp felügyelő segédje
- Monte Landis és Rusty Blitz, – sírásók
- Gene Hackman – Harold, vak férfi
- Mel Brooks – vérfarkas / Dart által eltalált macska / Victor Frankenstein (hang)[16][17]

A képernyőn a nyitó kreditpontok között a „with” alatt szerepelnek:
- Liam Dunn – Mr Hilltop
- Danny Goldman – orvostanhallgató
- Oscar Beregi – szadista börtönőr
- Arthur Malet – a falu öregje
- Anne Beesley – Helga
- John Madison – falusi
- John Dennis – Frankenstein osztályának ápolója
- Rick Norman – falusi
- Rolfe Sedan – vonatvezető
- Terrance Pushman – falusi
- Randolph Dobbs – harmadik falubeli – Joe
- Norbert Schiller – Frankenstein show-jának konferansziéja
- Patrick O'Hara – falusi
- Michael Fox – Helga apja
- Lidia Kristen – Helga édesanyja
- Clement von Franckenstein – A szörnyetegre kiabáló falusi
- Leon Askin – Herr Walman (törölt jelenetek)
- Lou Cutell – rémült falusi
- Ian Abercrombie – második falubeli